# Cytokiny
Cytokiny – białka wpływające na wzrost, proliferację i pobudzenie komórek biorących udział w odpowiedzi odpornościowej oraz komórek hemopoetycznych. Cytokiny mogą wybiórczo pobudzać odpowiedź komórkową lub humoralną, co w połączeniu z ich ilością (ponad 100 opisanych cytokin i wciąż odkrywane nowe) powoduje, że powstaje niezwykle skuteczny, ale także bardzo skomplikowany i czuły system powiązań pomiędzy komórkami układu odpornościowego, tzw. sieć cytokin. Sytuację dodatkowo komplikuje fakt, że cytokiny wpływają nie tylko na leukocyty, ale także na inne komórki organizmu, stymulując powstawanie gorączki, regulując morfogenezę komórek i tkanek, czy też biorąc udział w procesach patologicznych i działając cytotoksycznie. Dodatkowo należy wziąć pod uwagę oddziaływania pomiędzy cytokinami. Te i inne fakty nakazują spojrzeć na cytokiny nie tylko jako na białka działające lokalnie, ale także jako na grupę cząsteczek o kluczowym znaczeniu dla funkcjonowania danego organizmu.

## Nazewnictwo i podział cytokin
Cechą wspólną dla wszystkich cytokin jest to, że są wydzielane przez leukocyty. Pod tym względem każdą cytokinę można zaszeregować do jednej z dwu kategorii:
- limfokin – cytokin wydzielanych przez limfocyty
- monokin – cytokin wydzielanych przez monocyty i makrofagi.

Ten podział jest obecnie mało używany, jako że limfokiny mogą być wydzielane także przez monocyty i makrofagi, zaś monokiny – przez limfocyty. Nie uwzględnia on także pokrewieństw pomiędzy białkami. Bardziej precyzyjne są więc podziały oparte na funkcji danej grupy cytokin, czemu towarzyszy często także istnienie znacznych podobieństw strukturalnych. Najbardziej popularny podział przedstawia się następująco:
- interleukiny są cytokinami, które umożliwiają komunikację leukocytów ze sobą i pozwalają na wpływ jednych populacji leukocytów na inne i vice versa. Interleukiny oznacza się skrótem „IL” oraz liczbą zapisaną cyframi arabskimi i ewentualnie literą grecką, np. interleukina pierwsza beta jest oznaczona symbolem IL-1β. Najważniejsze interleukiny to:
  - interleukina 1 – niezwykle istotna w procesach inicjujących stan zapalny, pobudza wytwarzanie Interleukiny 6
  - interleukina 2 – bardzo ważna w pobudzeniu limfocytów T oraz komórek NK
  - Interleukina 3 – zaliczana także do cytokin hemopoetycznych, silnie stymuluje krwiotworzenie
  - interleukina 4 – pobudza podział limfocytów B i kieruje procesem przełączania klas
  - interleukina 6 – indukuje zapalenie, bierze udział w krwiotworzeniu i uczestniczy w wielu różnych mechanizmach odpornościowych
  - interleukina 7 – jedna z podstawowych cytokin w limfopoezie
  - interleukina 8 – cytokina zaliczana również do chemokin, główna cytokina aktywująca neutrofile
  - interleukina 10 – cytokina immunosupresyjna, uczestniczy w wygaszaniu odpowiedzi odpornościowej i wytwarzaniu immunotolerancji
  - interleukina 12 – stymuluje komórki NK, limfocyty T oraz bierze udział w polaryzacji immunologicznej
  - interleukina 18 – efekty podobne do efektów IL-1, działa przez te same receptory

Pozostałe interleukiny (znanych jest już ponad 25) pełnią mniej istotne funkcje lub ich działanie wydaje się być problematyczne (przykładowo IL-14 prawdopodobnie w ogóle nie istnieje, a obserwowane efekty mogły być artefaktami).
- cytokiny hemopoetyczne są czynnikami wpływającymi na procesy różnicowania komórek szlaku krwiotworzenia. Można do nich zaliczyć następujące białka:
  - GM-CSF – czynnik stymulujący tworzenie kolonii granulocytów i makrofagów; pobudza powstawanie granulocytów i makrofagów oraz wpływa na limfocyty
  - G-CSF – czynnik stymulujący powstawanie kolonii granulocytów; pobudza tworzenie granulocytów w szpiku
  - M-CSF – czynnik stymulujący powstawanie kolonii makrofagów; pobudza szlak tworzenia monocytów i wpływa na dojrzałe monocyty i makrofagi
  - erytropoetyna – pobudza rozwój erytrocytów
  - czynnik komórek macierzystych (SCF, od ang. stem cell factor) – wpływa na komórki macierzyste hemopoezy
- interferony to grupa pięciu cytokin zaangażowanych w obronę przeciwwirusową. Oznaczane są symbolem „IFN” i literą alfabetu greckiego:
  - interferony typu I (oznaczone literami α, β, κ i ω) są wydzielane przez leukocyty i inne komórki zakażone wirusem
  - interferon typu II (IFN-γ) – wydzielany przez limfocyty T, NKT i komórki NK po pobudzeniu antygenem wirusowym
- chemokiny to cytokiny biorące udział w pobudzeniu leukocytów i wyznaczające gradient chemotaktyczny, którego śladem leukocyty podążają do miejsca zapalenia. Znanych jest ponad 40 ludzkich chemokin, z których najważniejsze to:
  - interleukina 8 – pobudza neutrofile
  - zrębowy czynnik wzrostu 1 (inaczej stromalny czynnik wzrostu 1, SDF-1, od ang. stromal cell-derived factor 1) – czynnik wzrostowy w szpiku kostnym dla prekursorów limfocytów
  - chemokiny z grupy MCP – aktywują limfocyty NK, T, eozynofile, mastocyty i monocyty
  - RANTES – aktywuje limfocyty T pamięci
  - eotaksyna – najsilniejsza chemokina działająca na eozynofile i biorąca udział w patogenezie alergii
- nadrodzina cząsteczek TNF stanowi ponad 20 cząsteczek białkowych o podobnej budowie, nie wszystkie jednak są cytokinami (mogą to być białka błonowe). Najważniejsze z cytokin tej nadrodziny to:
  - TNF – czynnik martwicy nowotworów, jedna z najważniejszych cytokin prozapalnych i cytotoksycznych
  - limfotoksyny – cytokiny wytwarzane w narządach limfatycznych i biorące udział w sterowaniu swoistą odpowiedzią odpornościową
  - LIGHT – występuje jako cząsteczka błonowa i rozpuszczalna, indukuje apoptozę komórek
- pozostałe cytokiny – niemieszczące się w schemacie przedstawionym powyżej i z reguły o mniejszym znaczeniu. Najważniejszą z nich jest transformujący czynnik wzrostu beta, będący obok IL-10 najistotniejszą cytokiną hamującą odpowiedź odpornościową.

Jak widać, także powyższy podział nie oddaje w pełni pokrewieństw pomiędzy cytokinami, gdyż interleukiny i czynniki krwiotwórcze są zgrupowane ze względu na podobne funkcje, a nie na podobną budowę. Należy także dodać, że wiele cytokin posiada od kilku do kilkunastu nazw alternatywnych, co jest związane z tym, że ich różnorakie działania opisywano na podstawie różnych eksperymentów, zanim poznano strukturę tych białek. Dlatego np. IL-1 ma ponad 40 alternatywnych nazw, gdyż w jednych doświadczeniach wykazano jej wpływ na limfocyty B, w innych na tymocyty, a w jeszcze innych osteoklasty. Zanim więc opisano strukturę każdego z tych białek i porównano te struktury ze sobą, naukowcy zdążali zwykle nadać już białku własną, oryginalną nazwę.

## Podstawowe właściwości
Cytokiny wykazują szereg efektów, które mają ogromne znaczenie dla ich szerokiego i złożonego działania. Najważniejsze z nich to:
- plejotropia, czyli zdolność do wielokierunkowego działania. Objawia się tym, że dana cytokina, w zależności od rodzaju komórki i innych czynników obecnych w trakcie jej oddziaływania z komórką może wykazywać różny wpływ na różne komórki. Przykład: IFN-γ hamuje rozwój limfocytów Th2, przyspiesza natomiast rozwój limfocytów Th1 i aktywuje makrofagi.
- redundancja – polega ona na tym, że różne cytokiny wpływają jednakowo na daną populację komórek, mogą jednak różnić się wpływem na inne komórki. Przykład: zarówno IFN-α, jak i IFN-β pobudzają komórki NK.
- synergizm – efekt polegający na dodatnim wpływie obu cytokin na dane zjawisko, przy czym efekt obu cytokin działających jednocześnie jest większy niż w przypadku ich osobnego działania. Efekt ten nie musi być prostą sumą efektów każdej z cytokin. W skrajnych przypadkach cytokiny działając osobno nie wywołują żadnego efektu, podczas gdy działając wspólnie osiągają efekt niezwykle silny. Przykład: IL-6 i IL-7 razem pobudzają limfopoezę silniej niż każda z osobna.
- antagonizm – to efekt polegający na przeciwstawnym działaniu dwóch lub więcej cytokin. Przykład: TNF jest cytokiną aktywującą wiele rodzajów komórek, zaś TGF-β działa supresyjnie. Gdy zadziałają razem, efekt będzie zależał od tego, która z cytokin występuje w większym stężeniu.
- sprzężenie zwrotne dodatnie – efekt polegający na tym, że cytokina wydzielana przez jedną komórkę stymuluje wydzielanie innej cytokiny z drugiej komórki. Z kolei ta druga cytokina stymuluje wydzielanie pierwszej. Przykład: makrofagi wydzielają IL-12, działając na komórki NK. Te z kolei w odpowiedzi wydzielają IFN-γ, który pobudza makrofagi do dalszego wydzielania IL-12.
- sprzężenie zwrotne ujemne polega natomiast na tym, że jedna z cytokin powoduje wydzielanie innej cytokiny, która z kolei hamuje wydzielanie pierwszej z nich. Przykład: wydzielanie IFN-γ przez limfocyty Th1 pobudza makrofagi, które produkują IL-10, hamującą wydzielanie IFN-γ przez komórki Th1.

Do tych efektów należy jeszcze dodać możliwość działania cytokin na komórkę je wytwarzającą (autokrynia), na inną komórkę położoną w pobliżu (parakrynia) oraz na oddalone komórki organizmu poprzez układ krwionośny (endokrynia)

## Jak działa sieć cytokin
Sieć cytokin powstaje w wyniku istnienia szeregu cytokin i odpowiadających na ich działanie komórek (lub tkanek) docelowych. Interakcja między nimi zachodzi poprzez łączenie się danej cytokiny ze specyficznym dla niej błonowym receptorem. Receptory odznaczają się bardzo znaczną czułością dlatego stężenia cytokin rzędu pikomoli już wywierają efekt w komórkach docelowych, który polega na wpływie poprzez wewnątrzkomórkowe mechanizmy sygnałowe na ekspresję pewnych genów.

Działanie sieci cytokin polega również na tym, że dana cytokina może wpływać z kolei na wytwarzanie i działanie całego szeregu innych cytokin.
Nie każda komórka jest w stanie reagować na daną cytokinę, nie każda także może tę cytokinę produkować. Działanie sieci cytokin jest zatem uzależnione od wielu czynników, będących kombinacją ilości cytokin, receptorów dla cytokin i rodzajów komórek. Nawet drobne zmiany w jednym miejscu sieci cytokinowej mogą wywoływać całkowicie inne reakcje układu odpornościowego. Jeżeli będziemy mieli np. do czynienia z cytokinami, które wykazują efekt redundancji w stosunku do trzech różnych typów komórek, ale w stosunku do czwartego typu będą wykazywać antagonizm, to w rezultacie ten czwarty typ komórek może wydzielać zupełnie inne cytokiny. One z kolei mogą wpływać na inne komórki, wywołując kolejne efekty. W ten sposób różnica w działaniu na pojedynczy rodzaj komórek może w rezultacie doprowadzić do kolejnej, nieco poważniejszej zmiany, co skutkuje powstaniem całkowicie innej sytuacji niż ta, którą można by otrzymać, stosując na początku drugą cytokinę.

## Zastosowanie w terapii
Cytokiny, ze względu na swoją rolę immunomodulującą, są coraz powszechniej stosowane w terapii. Niestety, ich stosowanie nie jest tak proste, jak wydawało się dawniej. Ze względu na złożoność sieci cytokin, wprowadzenie dodatkowej cytokiny lub zmiana stężenia jednej z nich w ustroju może spowodować rozregulowanie całego systemu. Ponadto plejotropowość cytokin powoduje, że mogą one wykazywać silne efekty uboczne. Niemniej jednak, niektóre cytokiny są już stosowane w terapii lub prowadzi się intensywne badania nad ich wprowadzeniem. Poniżej znajduje się kilka przykładów:
- wykorzystano już przeciwwirusowe właściwości interferonów, które są stosowane np. w leczeniu zapalenia wątroby typu C;
- IL-1 nie może być stosowana bezpośrednio, gdyż jest silnym stymulatorem procesu zapalnego, próbuje się jednak wykorzystywać jej fragmenty, które wykazują zdolności immunomodulujące bez indukowania zapalenia;
- immunosupresyjne efekty IL-10 próbuje się wykorzystać w chorobach o podłożu zapalnym oraz w hamowaniu odrzucania przeszczepu;
- G-CSF może być stosowany w leczeniu niedoboru granulocytów.

Przeczytaj ostrzeżenie dotyczące informacji medycznych i pokrewnych zamieszczonych w Wikipedii.